# Frederik Ruysch

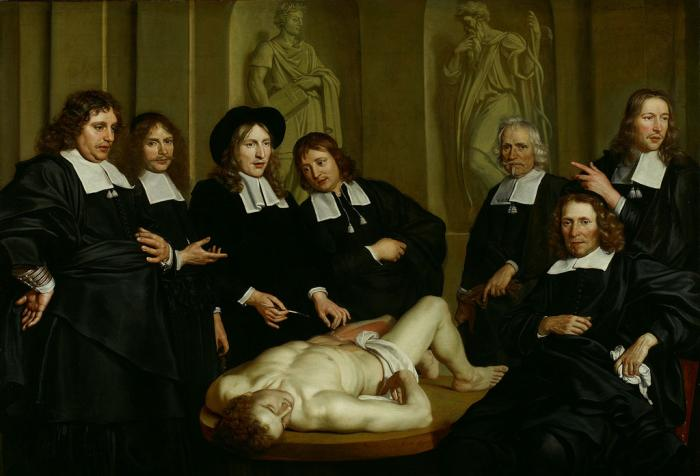
Dr. Ruysch anatómia órája, Adriaen Backer festménye

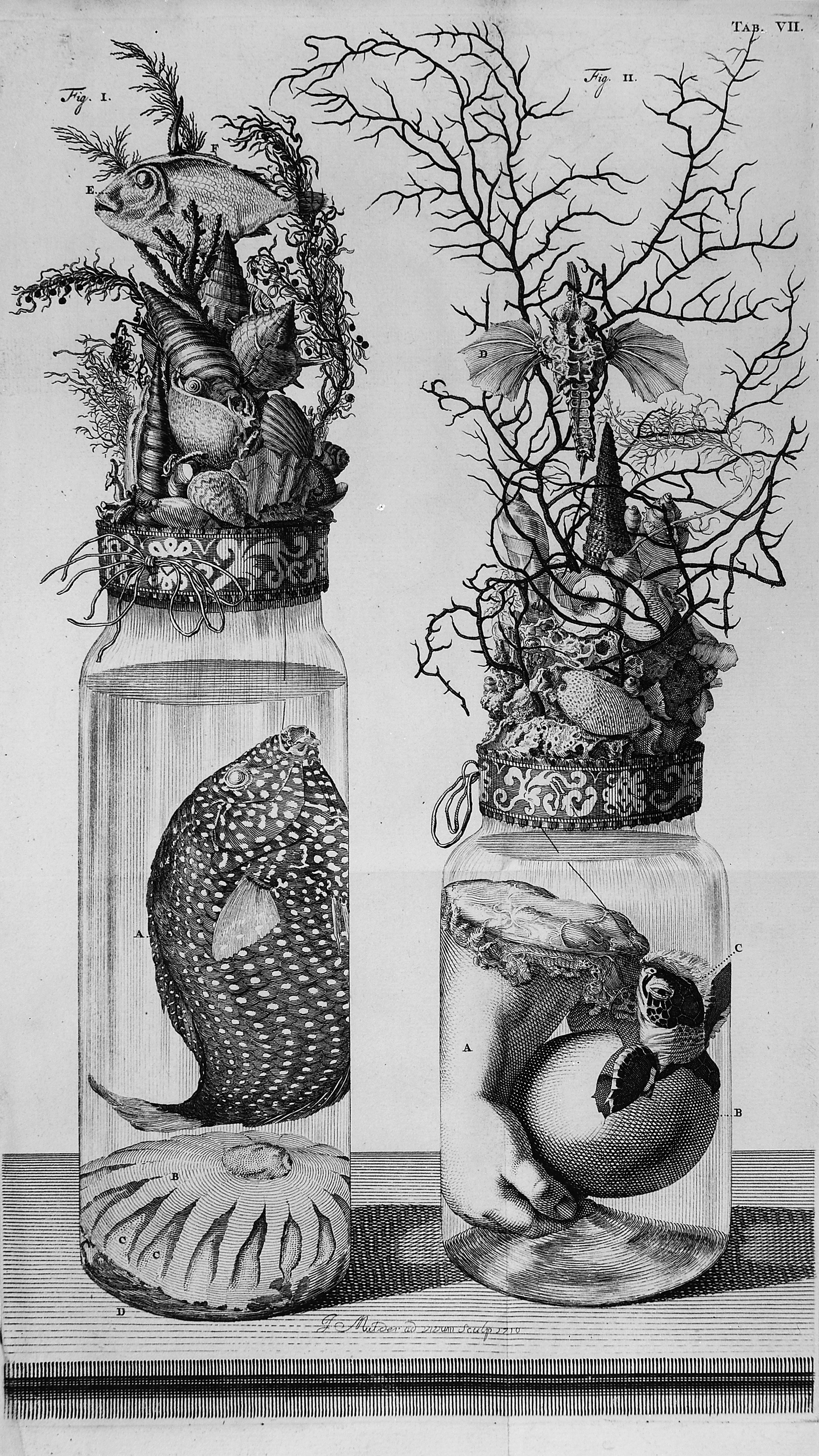
Preparátumok

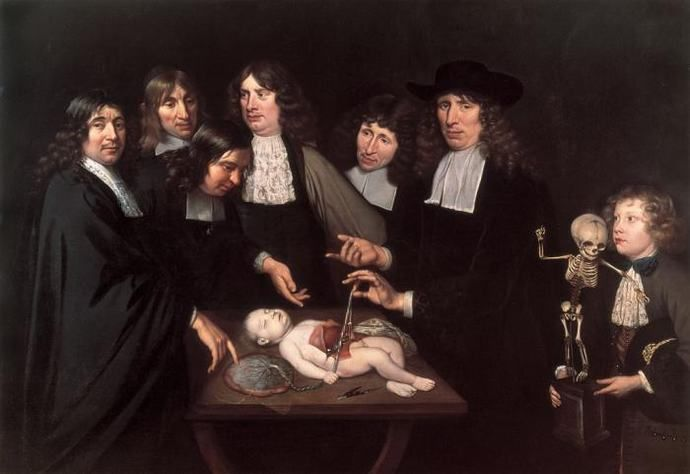
Csecsemő boncolása, Jan van Neck (1683) festménye Dr. Ruysch anatómiája. Amsterdam Museum

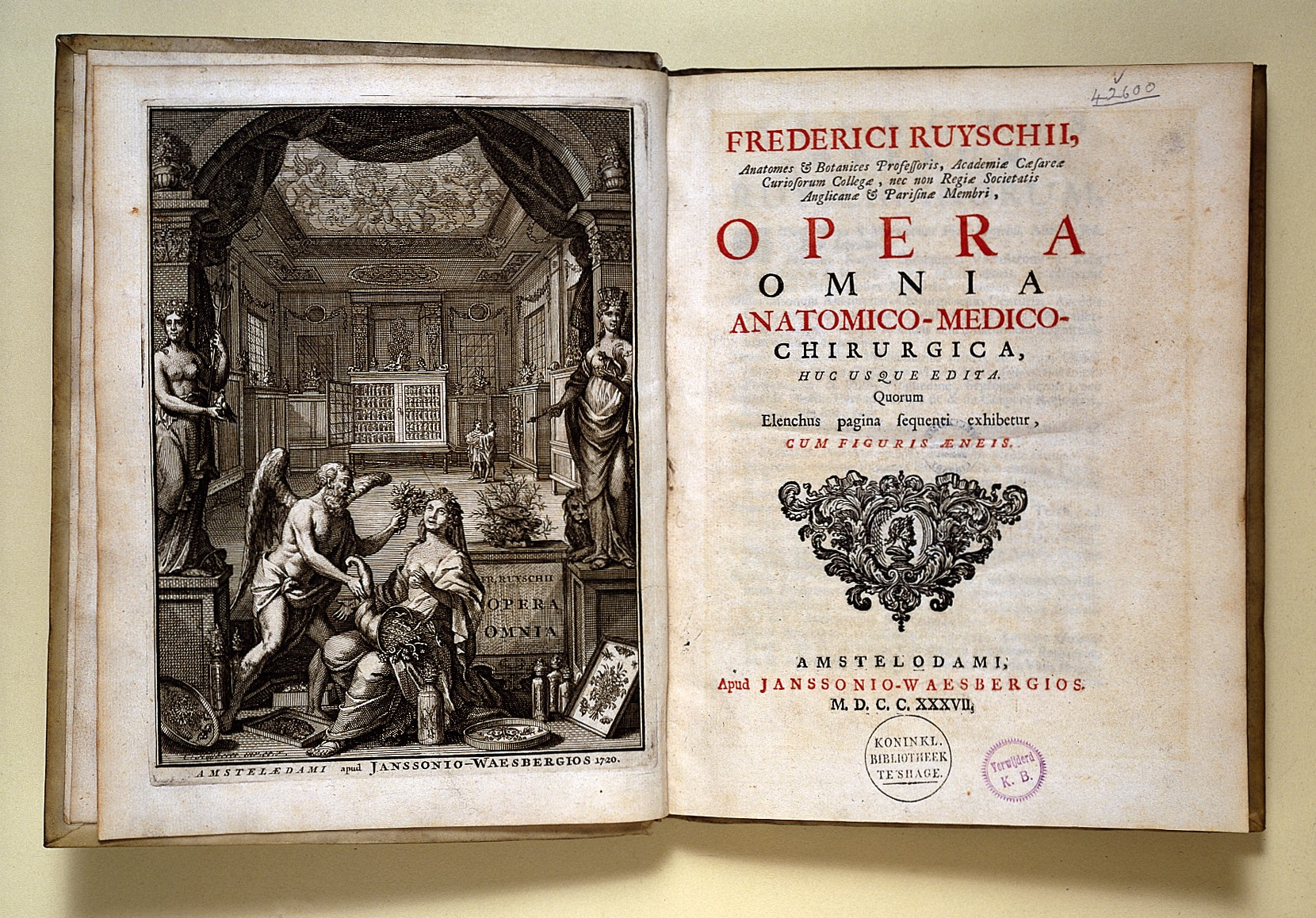
Az Opera omnia anatomico-medico chirurgic, 1737 címlapja

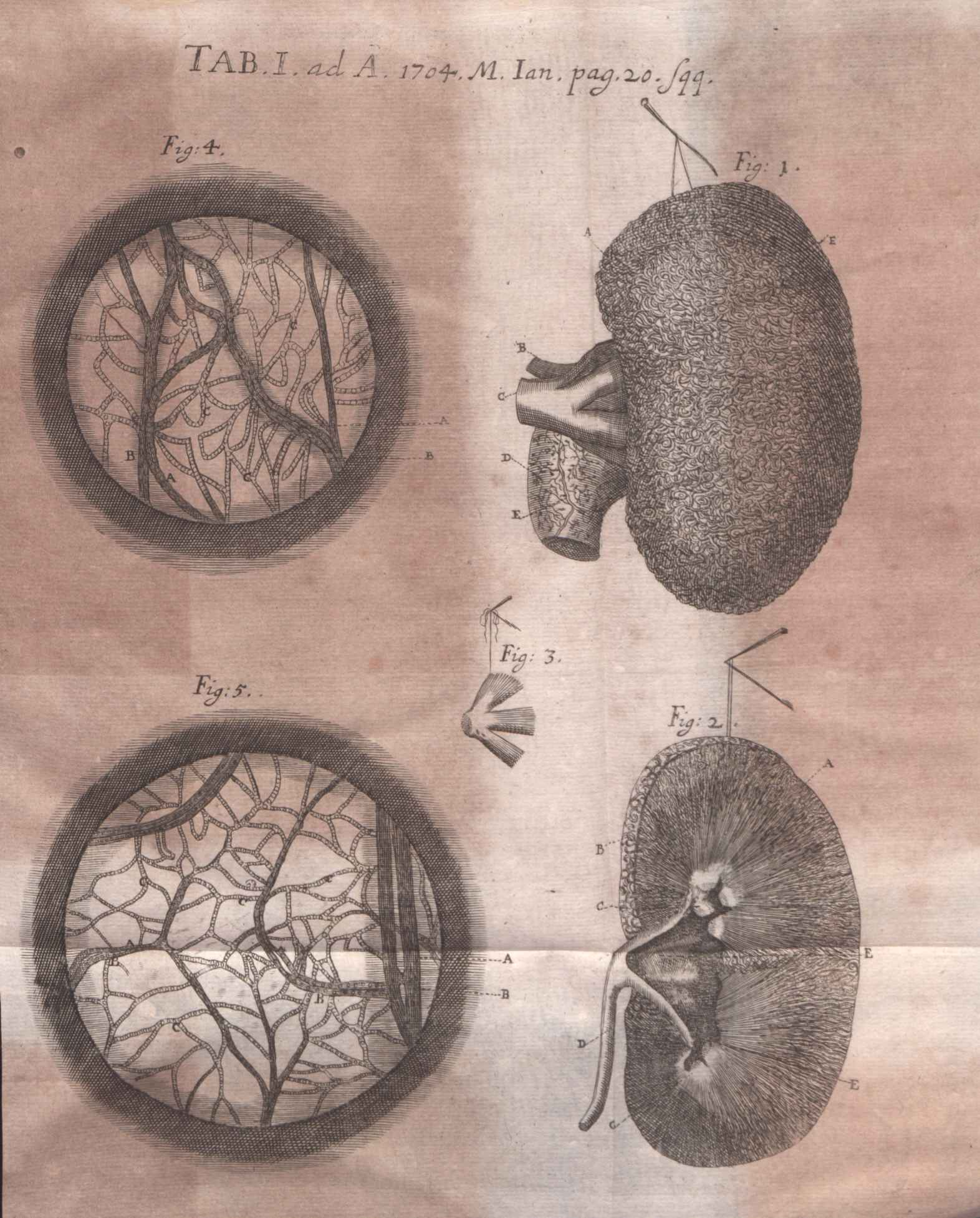
Illusztráció a Thesaurus anatomicusból (Acta eruditorum, 1704)

Frederik Ruysch (Hága, 1638. március 23. – Amszterdam, 1731. február 22.) holland orvos, anatómus, zoológus és botanikus, aki az anatómiai boncolást és preparatumok előkészítését tudományos művészet szintjére emelte. Új konzerválási technikákat dolgozott ki, és több ezer anatómiai mintát készített, hogy az emberi test jobban tanulmányozható legyen, és fontos új orvosi ismereteket szerezhessen általuk. Megreformálta a szülésznők oktatási rendszerét Amszterdamban a vizsga kötelezővé tételével. Arról is ismert, hogy felfedezte a billentyűket a nyirokrendszerben és a szem arteria centralis oculijában. Az Amszterdami Egyetemen az anatómia és a botanika professzoraként, a 17. és 18. század egyik legjelentősebb anatómusa volt..

## Életpályája
Ruysch Hágában nőtt fel a nyolcvanéves háború végén, valamint a Holland Kelet-indiai Társaság és a Holland Nyugat-indiai Társaság világméretű felfedezéseinek és Hollandia hódításainak korai időszakában. Apja gazdag környetpzetből származott, és Hollandiában állami szolgálatot teljesített, de Ruysch hatéves korában meghalt, így a család bevétele igen szűkös volt. Ruysch ezért fiatalon gyógyszerésztanoncként kezdett dolgozni, ahol kapcsolatba került a növényelmélettel. Franekerben tanult, majd 1660-ban átvett egy patikát, amelyet kedvező áron ajánlottak fel számára. 1661-ben a céhes diploma megszerzése után gyógyszerészként tudott gyógyszereket készíteni és értékesíteni. Ruysch-t lenyűgözte az anatómia, és autodidakta módon tanulta meg a holttestek boncolását. Sebészetet tanult Leidenben Le Boë Sylviusnál és Joannis van Hornénál is. Tanulótársai Niels Stensen, Jan Swammerdam és Reinier de Graaf voltak. 1661-ben feleségül vette a 18 éves Maria Postot, Pieter Post hágai építész leányát. 1664-ben doktorált mellhártyagyulladás témában. Tanulmányai után orvosként telepedett le Hágában.
Miután felfedezte a billentyűket a nyirokerekben, amelyekről 1665-ben publikált, 1666-ban felkérték, hogy tartson anatómiai oktatást Amszterdamban. A tanítási feladat a holttestek grafikus boncolásából, úgynevezett anatómiai színházban, vagyis a Theatrum Anatomicumban, valamint elméleti órák tartásából állt. A hajtóerő Nicolaes Tulp orvos, aki a városi tanács tagja volt. Ruysch kinevezése összhangban állt a városi tanács azon erőfeszítéseivel, hogy javítsák az orvosi ellátást a gyorsan növekvő városban. 1668-ban a városi tanács az anatómia professzorává nevezte ki, és Ruysch az elsők között végzett összehasonlító anatómiát. A Ruysch család beköltözött egy épületbe a Spuistraatban, de volt egy háza a Kloveniersburgwalon is, nem messze a Waagtól, ahol a sebészcéh működött és az oktatás folyt.
Ugyanebben az évben Ruysch-t városi főszülészmesterré nevezte ki a városi tanács a bábaképzés megszervezésének feladatával, s a szakma gyakorlásához kötelezővé tették a vizsgát. Ez javította a tevékenység minőségét és a társadalmi helyzetét. 1685-ben az Athenaeum Illustre botanikaprofesszora lett, s a sebészeket, gyógyszerészeket és tanítványaikat oktatta. Ez az új állás lehetővé tette az akkor kilenctagú családja számára, hogy megvásároljon egy épületet a Bloemgracht 15. szám alatt. 1698-ban Amszterdam polgármestere és Nicolaes Witsen hajóépítő bemutatta őt egy fontos vendégnek, Nagy Péter cárnak, akinek Ruysch eladta mintagyűjteményének egy részét, majd ismét gyűjteni kezdett. Levelezett a cárral a lepkék és gyíkok gyűjtéséről és konzerválásáról, és megtanította, hogyan kell kihúzni alattvalói fogát. Ruysch volt a kígyók Jacobson-szervének felfedezője is.
Ruyschot 1683-ban Jan van Neck megfestette, egy csecsemő boncolása közben. A festmény fiát, Hendricket is ábrázolja, aki későbbi életében segédkezett neki. Ő volt Rachel Ruysch, apja virágcsendéleteinek festője, segített a preparátumok és edények bemutatásában, a csendéletek megkomponálásában. Ruysch Herman Boerhaavével közösen publikált, akit a modern nyugati orvosképzés és az akadémiai kórház egyik megalapítójaként tartanak számon. Kiadta Jan és Caspar Commelin botanikusok munkáit is. 1727-ben megérkezett hozzá a svájci Albrecht von Haller, aki Leidenben tanult.
Ruysch csaknem 93 éves korában hunyt el, és a Bloemgracht 15. szám alatti házában temették el.

## Gyűjtemények - Museum Anatomicum Ruyschianum
Ruysch részben Jan Swammerdammal új konzerválási technikákat dolgozott ki alkohollal és viaszinjekcióval. A (színes) viaszinjekciók biztosították, hogy az anatómiai részek megőrizzék természetes formájukat és színüket. Ezeket a technikákat folyamatosan fejlesztették és finomították. Ruysch emberek és állatok anatómiai preparátumainak ezreit készítette el, és sajátos módon tervezte meg őket. Anatómiai-fizikai gyűjteményeket épített fel, és szekrényekben állította ki őket. Célja az volt, hogy a hátborzongatót úgy mutassa be, hogy eltávolítsa az undort, és felkeltse az érdeklődést. Gyűjteményei megnyíltak a nagyközönség előtt, és gyorsan híressé váltak. Nagy tudományos jelentőséggel bírtak, de egyben turisztikai attrakciót is jelentettek. Egyes készítményeket a modern orvosok különösnek és etikátlannak minősítettek. 1691-ben Ruysch részletes katalógust állított össze preparátumairól, és két nyelven adta ki; latinul a tudósok, hollandul pedig a kíváncsi laikusok számára. Tesarum Animalium című könyvének előszavában rövid áttekintést adott kabinetjéről. 1700–1728 között részletes leírást adott új gyűjteményeiről: Thesaurus of Adversaria címmel.
1710-ben Ruyschnak körülbelül 1300 palackja volt készítményekkel, tizenöt szekrénye állatokkal 1600 palackban, és 1000 doboz pillangókkal, szöcskékkel, bogarakkal és tengeri növényekkel. 180 palackban ritka madarak és 39 herbárium volt, papír közé préselve. A fiókokban szarvak és kagylók voltak. Halott gyerekeket bemutató gyűjteménye figyelemre méltó volt. Ruysch körülbelül ezer holttestet preparált ki, annak ellenére, hogy attól félt, hogy elkap valami betegséget. Ruysch senkinek sem akarta eladni titkát, egy likőrbalzsamot.
1717-ben Ruysch eladta második gyűjteményét, valamint az elkészítési módszerét Nagy Péternek, aki 30 000 guldent ajánlott fel érte. Összehasonlításképpen: Ruysch évente körülbelül 850 guldent keresett a botanika professzori posztján. A kiszállítás kezdeményezője Albertus Seba gyógyszerész volt, aki szintén eladta gyűjteményét Nagy Péternek. Ruysch valószínűleg megbánta, mert nem volt hajlandó együttműködni a szállítmányozásban, így Sebának közjegyzőt kellett hívnia. A hatvan ládából álló rakományt két hajó között felosztották, amelyek 1718-ban érkeztek meg Szentpétervárra. A Nagy Péter által megszerzett volt az első gyűjtemény, amelyet a szentpétervári Kunsztkamera múzeumban állítottak ki, egy része ma is megtekinthető. Nagy része egy 1747-es tűzvészben megsemmisült.

## Művei
Botanikai szakmunkákban nevének rövidítése: „Ruysch”.
- Disputatio medica inauguralis de pleuritide. Értekezés, Leiden, 1664
- Dilucidatio valvularum in vasis lymphaticis et lacteis. Hagae-Comitiae, ex officina H. Gael, 1665; Leiden, 1667; Amszterdam, 1720. 2. Aufl. 1742
- Museum anatomicum Ruyschianum, sive catalogue rariorum quae in Authoris aedibus asservantur. Amszterdam, 1691. 2. Aufl. 1721; 3. Aufl. 1737
- Katalógus Musaei Ruyschiani. Praeparatorum Anatomicorum, variorum Animalium, Plantarum, aliarumque Rerum Naturalium. Amszterdam: Janssonio-Waesbergios, 1731
- Observationum anatomico-schikicarum centuria. Amszterdam, Boom, 1691; 2. kiadás 1721; 3. kiadás, 1737
- Epistolae anatomicae problematicae. 14 rész. Amszterdam, 1696–1701
- Az első anatómiai kabinet  Amszterdam, Johan Wolters, 1701
- Thesaurus anatomicus 10 Megosztás Amszterdam, Johan Wolters, 1701–1716
- Adversarium anatomico-medico-schikicorum decas prima. Amszterdam, 1717
- Curae posteriores seu thesaurus anatomicus omnium precedentium maximus. Amszterdam, 1724
- Thesaurus animalium primus. Amszterdam, 1728. 18: Amszterdam, 1710, 1725
- Curae renovatae seu thesaurus anatomicus post curas posteriores novus. Amszterdam, 1728
- Herman Boerhaavével együtt: Opusculum anatomicum de fabrica glandularum in corpore humano. Leiden, 1722; Amszterdam, 1733.
- Tractatio anatomica de musculo in fundo uteri. Amszterdam, 1723
- Opera omnia . 4 rész. Amszterdam, 1721
- Opera omnia anatomico-medico-surgica huc usque edita. 5 rész. Amszterdam, 1737
- Herbarivm Rvyschianvm, in Mvsei Imperialis Petropolitani, 1. kötet, pars secvnda. Petropolitanae, 1745

## Regény Frederik Ruyschról

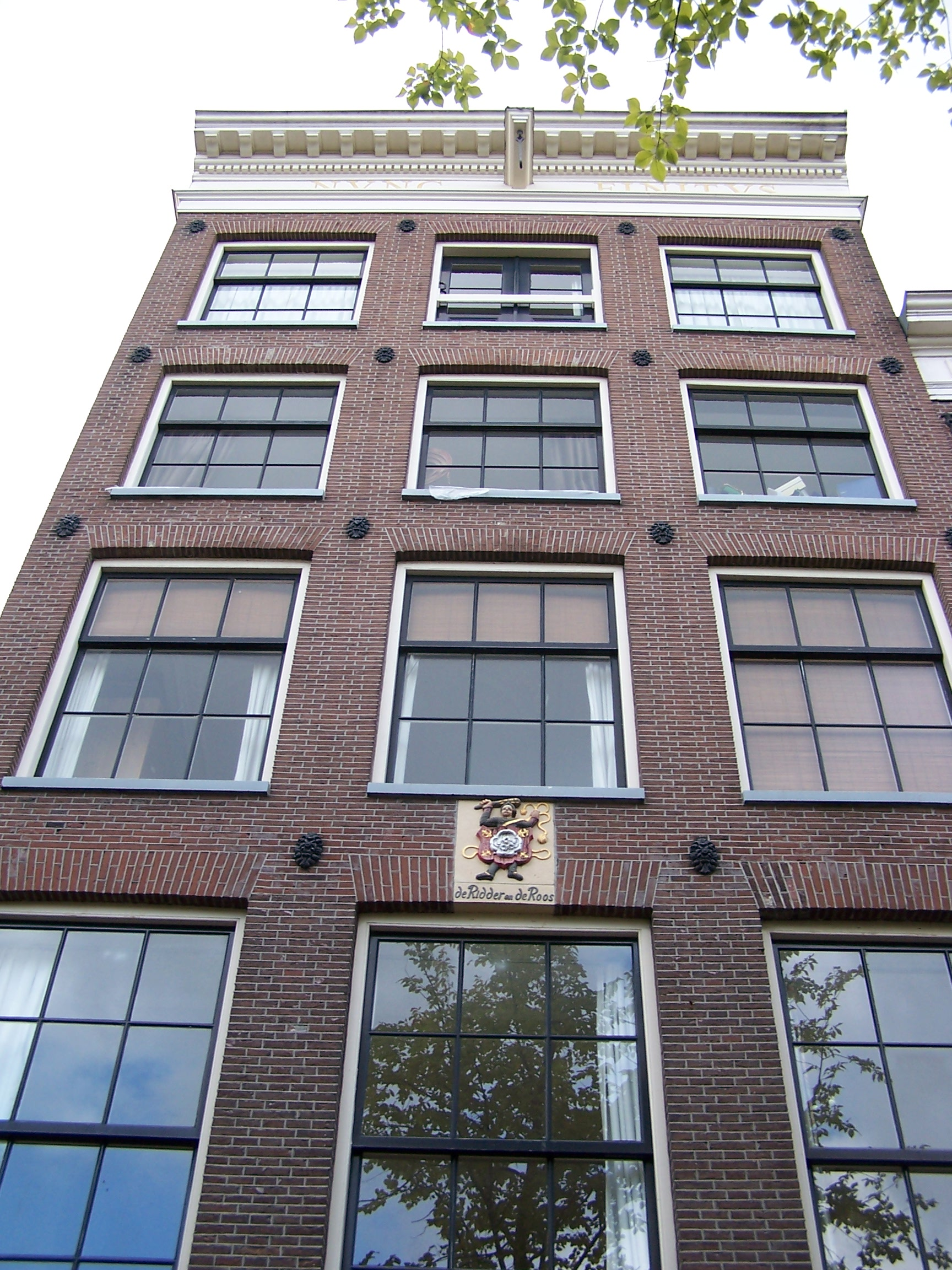
A Bloemgracht 15. Ruysch a szomszédos ingatlanok tulajdonosa is volt

- Marcipán ujjak. Rascha Peper regénye. 2008. Életrajz Ruysch 12 éves korától.

## Emlékezete
- 1699-ben az Francia Természettudományi Akadémia (Académie des Sciences) levelező tagja, 1727-ben pedig Isaac Newton utódjaként külföldi tagja lett (associé étranger).[12]
- 1705. augusztus 1-jén Philotimus akadémiai névvel a Leopoldina tagjává választották.[13]
- 1715-ben a Royal Society tagjává választották.[14]
- Amszterdamban a Weesperzijdestrip harmadik Boerhaavestraat nevű utcáját 1884-ben Ruyschstraat névre keresztelték.

## Frederik Ruyschról
- P. Bleker Ottó (2006), A szülésznő „elmegy az útból”. Willemtje Cloppenburgról és Frederik Ruyschról, in: Az orvostudomány története; 2006; 11: pp. 149–156.
- Jozien Driessen (1996), Nagy Péter cár és amszterdami barátai .
- Jozien J. Driessen-Van het Reve, (2006) The Kunstkamera of the Great Peter. A holland hozzájárulás Albert Seba és Johann Daniel Schumacher 1711–1752 közötti leveleiből rekonstruálva
- Luuc Kooijmans, A halál művésze . Frederik Ruysch anatómiai leckéi, Bert Bakker kiadó, Amszterdam, 2004
- Julie V. Hansen, Feltámasztó halál: anatómiai művészet Dr. Frederik Ruysch, The Art Bulletin 78 (1996), pp. 663-680
- Gijsbert M. van de Roemer, A test mint hímzés: művészet és tudás Frederick Ruysch anatómiai kabinetjében . In: Ann-Sophie Lehmann, Herman Roodenburg (szerk.), Body and Embodiment in Netherlandish Art, Zwolle, 2008, pp. 217–240.
- Csak a saját szemednek higgy . Otto P. Bleker, Jozien J. Driessen van het Reve, Cisca Griffioen, Luuc Kooijmans (bevezetés), Willem J. Mulder, Roelof-Jan Oostra, Anna B aktuális nézete Frederik Ruysch (1638-1731) anatómiai előkészítéséről Radzjoen, Yuri K. Chistov (előszó) és Frank FA IJpma. Hilversum, Uitgeverij Lias, 2017. 256 o. ISBN 978 90 8803 089 5
- Frederik Ruysch – A művészet és a tudomány metszéspontjában Luuc Kooijmans
- Frederik Ruysch anatómiai készítményei (2009) a MAE, a Kunstkamera, Szentpétervár és az Amszterdami Egyetem virtuális múzeuma
- Wim Mulder (2009): Hogyan készítsünk anatómiai mintákat?
- Otto P. Bleker (2009), Frederik Ruysch képezte a szülésznőket
- https://www.volkskrant.nl/kunst/article191725.ece
- Rövid életrajz, bibliográfiával
- https://www.schnoepf.de/m/kukammer/geschichte.html
- https://web.archive.org/web/20070611193054/http://www1.medizin.uni-halle.de/iaz/meckel/seite6b.htm
- http://www.zymoglyphic.org/exhibits/ruysch/ruysch_dioramas.html
- Jozien J. Driessen-Van het Reve, (2006) The Kunstkamera of the Great Peter. A holland hozzájárulás Albert Seba és Johann Daniel Schumacher 1711-1752 közötti leveleiből rekonstruálva

## Fordítás
- Ez a szócikk részben vagy egészben  a   Frederik Ruysch című holland Wikipédia-szócikk ezen változatának fordításán alapul.  Az eredeti cikk szerkesztőit annak laptörténete sorolja fel. Ez a jelzés csupán a megfogalmazás eredetét és a szerzői jogokat jelzi, nem szolgál a cikkben szereplő információk forrásmegjelöléseként.